# Shōnen Gahōsha
Shōnen Gahōsha (少年画報社?) è una casa editrice giapponese fondata nel 1945, distributrice della rivista Shonen Gaho, una delle prime riviste pubblicate sull'argomento. Il suo attuale presidente è Isao Imai. Tra le serie pubblicate od attualmente in corso su questa rivista spiccano titoli come: Battle Club, Trigun, Excel Saga, Hellsing o Sun Ken Rock.

## Riviste pubblicate attualmente
- Fanroad
- Gekkan Bad Boys
- Gekkan Young King
- Young Comics
- Young King
- Young King OURs